# 栗田駅
栗田駅（くんだえき）は京都府宮津市上司にある、WILLER TRAINS（京都丹後鉄道）宮津線の駅である。駅番号はM13。「宮舞線」の愛称区間に含まれている。
難読駅として知られている。

## 歴史
- 1924年（大正13年）4月12日：鉄道省（→国鉄）の舞鶴駅（現・西舞鶴駅） - 宮津駅間が開業した際に設置[1][2]。
- 1962年（昭和37年）10月1日：貨物の取り扱いを廃止[2]。
- 1984年（昭和59年）2月1日：荷物扱い廃止[2]。
- 1985年（昭和60年）3月14日：閉塞の取扱廃止、棒線化（停留所）。駅員無配置駅となる[3]。
- 1987年（昭和62年）4月1日：国鉄分割民営化により、西日本旅客鉄道の駅となる[1][2]。
- 1990年（平成2年）4月1日：宮津線が北近畿タンゴ鉄道に移管され、同社の駅となる[1][2]。この年、行き違い施設、跨線橋設置。
- 2015年（平成27年）4月1日：WILLER TRAINSに移管され、京都丹後鉄道宮舞線の駅となる。

## 駅構造
相対式ホーム2面2線で列車交換可能な地上駅。当駅も一時期交換設備が撤去されていたが、北近畿タンゴ鉄道転換時に復活している。駅舎は西舞鶴方面行きホーム側にあり、互いのホームは跨線橋で連絡している。宮津方面行きホーム側を上下本線とした一線スルーとなっているが、現在は当駅を通過する定期旅客列車がないため、全ての定期旅客列車が方向別にホームを使い分けている。
丹鉄線内に15駅存在する有人駅の一つであるが、簡易委託駅であり、窓口業務及び自動券売機の稼動は平日の朝と午後の一部時間帯のみ。それ以外の時間帯（土曜・休日は終日）は、乗車券の購入が一切できない無人駅となる。

### のりば
| のりば | 路線    | 方向 | 行先                     |
| ------ | ------- | ---- | ------------------------ |
| 1      | ■宮舞線 | 下り | 天橋立・峰山・久美浜方面 |
| 2      | ■宮舞線 | 上り | 西舞鶴方面               |

※上記の路線名は旅客案内上の名称（愛称）で表記している。
付記事項
- かつては駅舎側のホーム（上りホーム）が1番のりばと扱われていたが、WILLER TRAINSへの移管以降に下り線側からの付番に改められ、駅舎反対側のホームが1番のりばとなった。

## 利用状況
1日の平均乗車人員は以下の通りである。
| 乗車人員推移 | 乗車人員推移 |
| 年度         | 1日平均人数  |
| ------------ | ------------ |
| 1999         | 389          |
| 2000         | 389          |
| 2001         | 318          |
| 2002         | 318          |
| 2003         | 285          |
| 2004         | 227          |
| 2005         | 219          |
| 2006         | 241          |
| 2007         | 238          |
| 2008         | 247          |
| 2009         | 290          |
| 2010         | 299          |
| 2011         | 240          |
| 2012         | 189          |
| 2013         | 153          |
| 2014         | 184          |
| 2015         | 180          |
| 2016         | 222          |
| 2017         | 219          |
| 2018         | 186          |
| 2019         | 183          |

## 駅周辺
栗田湾の西側にある駅で、湾と駅の間（駅東側）を京都府道604号線が通る。付近には海水浴場があり、北へ進むと教育機関（公立学校など）がある。粟田・島陰・田井の各漁港はそこから更に北へ離れた所にあり、周辺には丹後魚っ知館・おっぱまの浜・皿海岸などの観光地がある。国道176号は駅西側を通っており、こちら側は山裾に面する。付近には城跡がある。
- 栗田湾
- 栗田海水浴場
- 宮津運動公園 - 市民球場と市民グラウンドを併設。
- 京都北都信用金庫本店営業部栗田出張所
- 京都府立海洋高等学校
- 宮津市立栗田中学校
- 宮津市立栗田小学校
- 宮津市立栗田幼稚園
- 高妻山城本丸跡
- 龍源寺
- 国道178号
- 京都府道604号栗田停車場線

かつては駅前にバス停留所があり、宮津市が運行する路線（田井線・島陰新宮由良線）が当停留所に乗り入れていたが、すべて廃線となった。現在は駅前を発着するバス路線は存在しない。

## 隣の駅
WILLER TRAINS（京都丹後鉄道）
■宮舞線（宮津線）
快速（上りのみ運転）・快速「丹後あおまつ」（下りのみ運転）・普通
丹後由良駅 (M12) - 栗田駅 (M13) - 宮津駅 (14)